# Мевата
Мевата (англ. Mewatha Beach) — літнє село в Канаді, у провінції Альберта, у складі муніципального району Атабаска.

## Населення
За даними перепису 2016 року, літнє село нараховувало 90 осіб постійного населення, показавши зростання на 13,9%, порівняно з 2011-м роком. Середня густина населення становила 111,8 осіб/км².
З офіційних мов обидвома одночасно володіли 5 жителів, тільки англійською — 90. Усього 5 осіб вважали рідною мовою не одну з офіційних.
Працездатне населення становило 55 осіб (47,8% усього населення), усі були зайняті.

## Клімат
Середня річна температура становить 1,6°C, середня максимальна – 20,2°C, а середня мінімальна – -21,9°C. Середня річна кількість опадів – 484 мм.
| Клімат поселення                              | Клімат поселення | Клімат поселення | Клімат поселення | Клімат поселення | Клімат поселення | Клімат поселення | Клімат поселення | Клімат поселення | Клімат поселення | Клімат поселення | Клімат поселення | Клімат поселення | Клімат поселення |
| Показник                                      | Січ.             | Лют.             | Бер.             | Квіт.            | Трав.            | Черв.            | Лип.             | Серп.            | Вер.             | Жовт.            | Лист.            | Груд.            |                  |
| Середній максимум, °C                         | −9,06            | −5,36            | 0,29             | 9,45             | 16,00            | 20,06            | 20,20            | 19,39            | 14,08            | 8,40             | −1,62            | −8,36            |                  |
| Середня температура, °C                       | −15,45           | −11,76           | −6,1             | 3,06             | 9,60             | 13,65            | 15,77            | 14,96            | 9,65             | 3,99             | −6,02            | −12,78           |                  |
| Середній мінімум, °C                          | −21,86           | −18,15           | −12,5            | −3,32            | 3,22             | 7,26             | 11,37            | 10,53            | 5,22             | −0,44            | −10,46           | −17,19           |                  |
| Норма опадів, мм                              | 23               | 16               | 20               | 25               | 46               | 89               | 97               | 62               | 43               | 21               | 21               | 21               |                  |
| Середньомісячна швидкість вітру, м/с          | 3.10             | 3.10             | 3.30             | 3.60             | 3.70             | 3.26             | 3.10             | 3.00             | 3.10             | 3.50             | 3.32             | 3.30             |                  |
| Середньомісячна сонячна радіація, кДж/м²·день | 3163             | 6602             | 12101            | 17220            | 20619            | 21917            | 21871            | 18033            | 12145            | 7051             | 3449             | 2247             |                  |
| --------------------------------------------- | ---------------- | ---------------- | ---------------- | ---------------- | ---------------- | ---------------- | ---------------- | ---------------- | ---------------- | ---------------- | ---------------- | ---------------- | ---------------- |
| Джерело:                                      |                  |                  |                  |                  |                  |                  |                  |                  |                  |                  |                  |                  |                  |